# Emilio Pomàrico

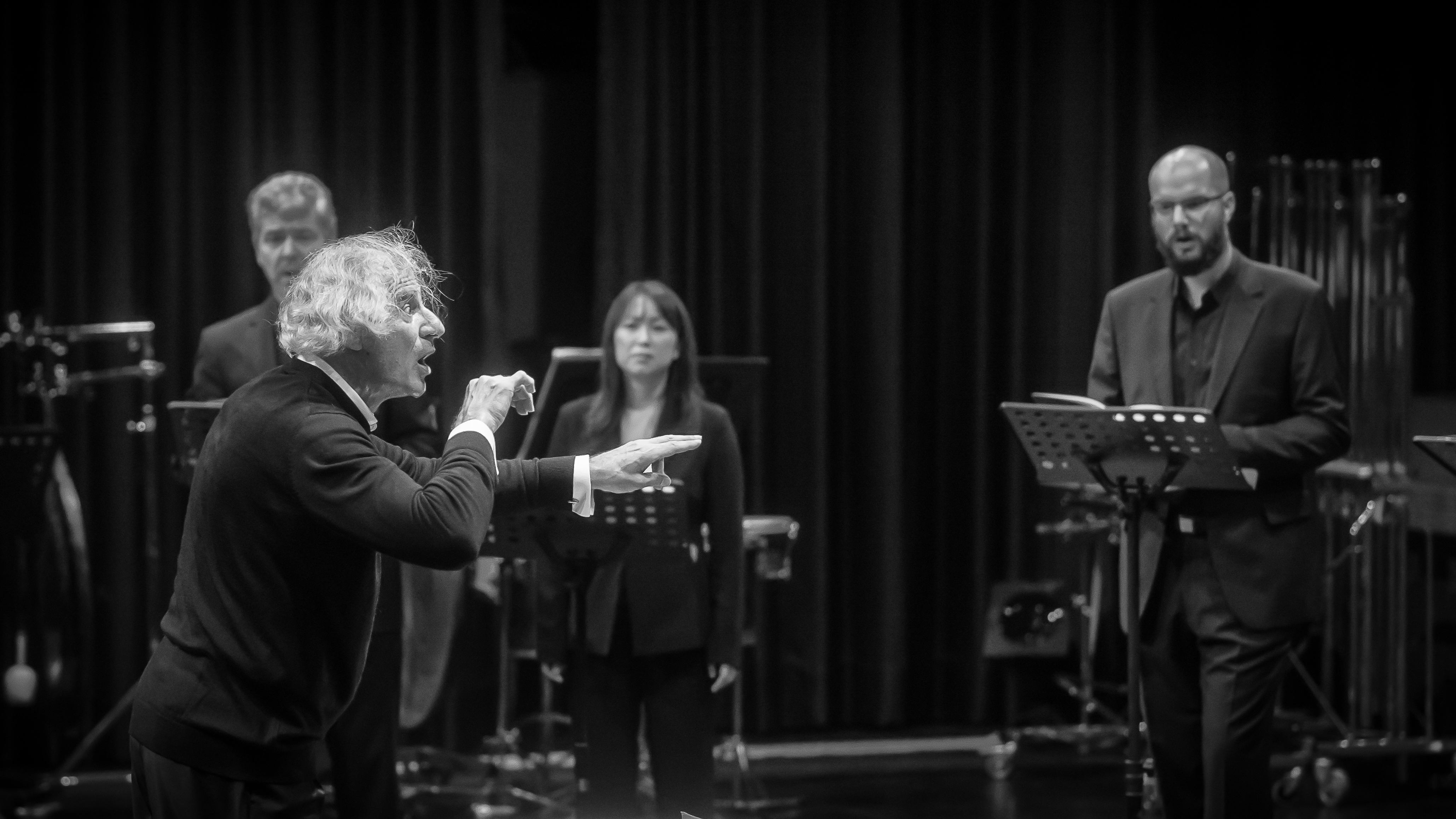
Emilio Pomàrico leitet das SWR Vokalensemble bei den Musiktagen 2017

Emilio Pomàrico (* 17. Juni 1954 in Buenos Aires) ist ein argentinischer Dirigent und Komponist italienischer Abstammung.

## Leben und Wirken
Pomàrico studierte in Mailand und besuchte Meisterklassen bei Franco Ferrara an der Accademia Musicale Chigiana in Siena (1979–80) und bei Sergiu Celibidache (1981). Er dirigierte in Italien Rundfunk- und Sinfonieorchester wie das Orchestra Sinfonica della Radio di Milano, Torino e Roma, das Orchestra Sinfonica Siciliana und das Orchestra Regionale Toscana ebenso wie die Orchester der Opernhäuser Teatro La Fenice in Venedig, Teatro alla Scala in Mailand, des Teatro Giuseppe Verdi in Triest und des Teatro dell’Opera di Roma. International war er u. a. Gast des Orchestre de la Suisse Romande, des BBC Scottish Symphony Orchestra, des hr-Sinfonieorchesters in Frankfurt am Main und des Orchesters der Frankfurter Oper. 
Pomàricos Repertoire umfasst neben der klassischen Musik von Bach bis Webern zahlreiche zeitgenössische Komponisten wie Luciano Berio, Pierre Boulez, Elliott Carter, Franco Donatoni, Hugues Dufourt, Brian Ferneyhough, György Ligeti, Giacomo Manzoni, Bruno Maderna, Luigi Nono, Iannis Xenakis und György Kurtág, deren Werke er mit Ensembles wie dem Ensemble Modern, Ensemble Contrechamps (Genf), dem Nieuw Ensemble (Amsterdam), dem ensemble recherche (Freiburg), der musikFabrik (Köln) und dem Klangforum Wien aufführte.
Besondere Beachtung fanden seine Aufführungen von No hay caminos, hay que caminar (Venedig, 1993), Prometeo (Lissabon 1995) sowie Canti di vita e d'amore und Intolleranza suite (Edinburgh, 1997) von Luigi Nono, Quodlibet (Lissabon, 1991), Nihil mutantur omnia interit (Paris, 1996) und Musivus (Lisbona, 1998) von Emmanuel Nunes und Carceri d'Invenzione von Brian Ferneyhough (Paris, Zürich, Genf, 1996). 
Neben seiner Tätigkeit als Dirigent komponiert Pomàrico und wurde mit dem G.-B.-Viotti-Preis ausgezeichnet. 2000 führte das ensemble recherche beim Festival Musik der Zeit seine Nachtfragmente für Streichtrio auf.
Pomàrico ist Leiter des Orchesters der Civica Scuola di Musica in Mailand.

## Werke
- Streichquartett Nr. 1 (1982)
- Streichquartett Nr. 2 Silent - As the cyclone of silence (1986–91)
- Nachtfragmente für Streichtrio (1995–98)
- Ombre tenni, inquiete parole für Bläsertrio (1996)
- In Nomine für Ensemble (2001)
- Quaderno giallo für Streichtrio (2006)

| Personendaten    | Personendaten            |
| ---------------- | ------------------------ |
| NAME             | Pomàrico, Emilio         |
| KURZBESCHREIBUNG | argentinischer Komponist |
| GEBURTSDATUM     | 17. Juni 1954            |
| GEBURTSORT       | Buenos Aires             |